# سيمون جاكمارد
سيمون جاكمارد (بالفرنسية: Simonne Jacquemard)‏ ولدت عام 1924 بباريس. وهي راقصة وكاتبة فرنسية. حصلت على جائزة رينودو الأدبية عام 1962.

## روابط خارجية
- سيمون جاكمارد على موقع مونزينجر (الألمانية)